# کوسوکه توریمی
کوسوکه توریمی (انگلیسی: Kohsuke Toriumi; ۱۶ مهٔ ۱۹۷۳ – ) صداپیشگی در ژاپن اهل ژاپن بود. وی از سال ۱۹۹۶ میلادی تاکنون مشغول فعالیت بوده‌است.